# هالک (شخصیت کمیک)
هالک (به انگلیسی: Hulk)  با نام واقعی دکتر رابرت بروس بنر یک شخصیت خیالی ابرقهرمان در کتاب های کمیک منتشر شده توسط انتشارات مارول کامیکس است. این شخصیت را استن لی و جک کربی برای اولین بار در کمیک شماره ۱ هالک شگفت‌انگیز (مه ۱۹۶۲) خلق کردند. او هیولایی جهش یافته انسان‌نما، عظیم‌الجثه و سبز رنگ است که زور زیادی داشته و نمی‌تواند خشم اش را کنترل کند. هالک گاهی فوق تهاجمی و وحشی و گاهی منطقی و قابل کنترل نمایش داده شده‌است. او بیشتر به عنوان شخصیت مقابل قهرمان دیده می‌شود. بنر یک فیزیکدان بود که روی برای اولین بار وقتی که به صورت اتفاقی در معرض اشعه‌های بمب گامایی اختراع خودش قرار گرفت، به هالک تبدیل شد. حالا هر وقت بنر خشمگین شده یا زندگی‌اش در خطر باشد، به هالک تبدیل می‌شود. استن لی می‌گوید از دکتر جکیل و آقای هاید و هیولای فرانکنشتاین برای خلق هالک الهام گرفته‌است.در یک کمیک هالک به هالک جاویدان تبدیل شد همچنین هالک به عنوان قویترین انتقام جو دیده می شود ولی ثور از او قویتر است.

اولین حضور هالک در دنیای کمیک در جلد کمیک شماره ۱ هالک باورنکردنی (۱ مه ۱۹۶۲)

هالک در چند شماره اولی که در دنیای کمیک حضور پیدا کرده بود با هالک کنونی تفاوت هایی داشت، برای مثال در اولین کمیک هالک، رنگ او خاکستری بود و خالقان او از اول می خواستند او  خاکستری رنگ باشد، اما به خواطر این که شرکت چاپ کننده کمیک های مارول با پرینت گرفتن از روی رنگ خاکستری مشکل داشت، رنگ هالک از شماره ۲ به بعد به سبز تغییر کرد یا مثلاً او می توانست حرف بزند و برخلاف هالک کنونی که هرگاه خشمگین می شود تبدیل  می شود، او در شب ها تبدیل به هالک می شد به گونه ای که انگار خالقان او می خواستند از او یک نوع گرگینه بسازند.کمیک های اولیه هالک شخصیت، توانایی ها و کار های او را به طور مرتب تغییر می دادند و برای همین خوانندگان از او خوششان نیامد و کمیک های هالک تنها پس از ۶ شماره کنسل شدند، ولی بعد از مدتی دوباره احیا شدند.

اولین حضور هالک با بدنی سبز رنگ در دنیای کمیک در جلد کمیک شماره ۲ هالک باورنکردنی (۱ جولای ۱۹۶۲)

بنر در زمانی که به هالک تبدیل می‌شود، توانی خارق‌العاده پیدا می‌کند که همین امر باعث عصبانی تر شدن او می‌شود. خود بنر می‌گوید: «هر چه هالک خشمگین تر، قوی تر!». البته به جز عصبانیت، احساسات شدیدی چون ترس و غم نیز باعث تغییر شکل بنر به هالک می‌شود. زمان کودکی بنر، پدرش برایان بنر در خانه زیاد عصبانی می‌شد و او و مادرش، ربکا بنر را کتک می‌زد و برای او عقده‌ای روانی از ترس، خشم و تخریبی که به وجود می‌آورد، ایجاد می‌کند. در اکثر داستان‌ها هم هالک و هم بنر به خاطر خرابکاری‌های هالک، تحت تعقیب ارتش آمریکا هستند. تکیه کلام‌های معروف هالک مانند "هالک قوی‌ترینه!" و "هالک له می‌کنه!" تأثیر زیادی فرهنگ و میم خیابانی داشته‌است.
از هالک در رسانه‌های زیادی استفاده شده‌است. از معروف‌ترین آنها می‌توان به سریالی با بازیگری بیل بیکسبی در نقش دکتر بنر و لو فریگنو در نقش هالک و پنج فیلم سینمایی با بازیگری اریک بانا، ادوارد نورتون و مارک روفالو در نقش دکتر بروس بنر اشاره کرد. او همچنین در چندین انیمیشن تلویزیونی حضور داشت. برای ایجاد هالک در فیلم‌های هالک (سال ۲۰۰۳)، هالک شگفت‌انگیز (سال ۲۰۰۸) و انتقام‌جویان (سال ۲۰۱۲) و چندین بازی ویدئویی از تکنینک‌های کامپیوتری استفاده شده‌است.

## قدرت‌ها و توانایی‌ها
هالک متناسب با احساسات اش، مخصوصاً خشم، می‌تواند زوری نامحدود به دست آورد. بیان شده‌است که "هر چه هالک خشمگین تر، قوی تر!". بعد از جستجو دنبال بیاندر، بیاندر مدعی شد قدرت هالک هیچ محدودیت داخلی ندارد. دوام، بازسازی، و استقامت او با توجه به طبع اش افزایش پیدا می‌کند. گرگ پارک هالک دنیا شکنی را که در جنگ جهانی هالک به تصویر کشیده شده بود را برترین قدرت خواند و گفت «هالک از تمام میرایان -و اکثر نامیرایان- که تا به حال پا به زمین گذاشته‌اند، قویتر بود.»
حد قدرت هالک معمولاً توسط ناخود آگاه بنر محدود می‌شود. وقتی هالک به جین گری اجازه داد تا «بنر را ساکت» کند، توانست به سطحی از قدرت برسد که توانست حتی یورش را به صورت فیزیکی نابود کند.
هالک در برابر اکثر انواع جراحت‌ها یا صدمات مقاوم است. این صدمات در داستان‌ها متفاوت است، اما برای حتم او در برابر دمای خورشید، انفجار اتمی و انفجار سیاره‌ای دوام می‌آورد. علی‌رغم مقاومت قابل توجه او، شلیک مداوم گلوله‌ها با کالیبر بالا به سمتش باعث کند شدن حرکات اش می‌شود؛ این موضوع در خارج از کتاب‌های کمیک و در فیلم‌ها و کارتون‌ها دیده می‌شود. نشان داده شده‌است که او توانایی ترمیم هم احیایی و هم تطبیقی دارد؛ برای مثال می‌تواند ابششی درآورد که به او امکان تنفس زیر آب را می‌دهد، می‌تواند برای زمان طولانی در فضا بدون محافظ زنده بماند، و می‌تواند زخم‌هایش را در کمتر از یک ثانیه بهبود ببخشد. به همین خاطر عمر بسیار طولانی نیز دارد.
پاهای قدرتمند هالک به او اجازه می‌دهند تا به قاره‌های دیگر یا تا مدارهای پایینی زمین بپرد. همچنین به او کمک می‌کنند تا سرعتی ابرانسانی و قابل مقایسه با ثور و یا سنتری داشته باشد.
او همچنین صاحب نیروهایی کمتر معمول بین دیگر ابرقهرمانان است. برای مثال او مقاومت در برابر کنترل ذهن و تغییر مکانی ناخواسته می‌باشد و در صورت قرار گرفتن در برابر تشعشعات و جادوی سیاه و همچنین دیدن اجرام آسمانی، قویتر می‌شود. هالک همچنین می‌تواند انفجاری چند وجهی کمک انرژی جنبشی ایجاد کند که می‌تواند باعث نابود شدن کل زمین شود.
در نخستین قسمت‌های سری هالک، مقدار «بسیار زیادی» از اشعهٔ گاما (مانند انفجار یک نارنجک دستی هسته‌ای) می‌توانست هالک را دوباره به بروس بنر تبدیل کند. البته این قابلیت از دههٔ ۱۹۷۰ به‌بعد خط خورد.
بروس بنر یکی از بزرگ‌ترین مغزهای روی زمین شناخته می‌شود. او در زمینه‌های بیولوژی، شیمی، مهندسی و فیزیولوژی متخصص است و دارای دکترای فیزیک هسته‌ای است. گفته می‌شود «آنقدر مغز او منحصربه‌فرد است که با هیچ آزمون هوشی نمی‌توان آن را اندازه گرفت.» بنر از هوش سرشار خود برای اختراع یک سری وسایل فوق پیچیده به نام «بنرتک»، که توسط تونی استارک و دکتر دووم به تولید انبوه می‌رسند، استفاده می‌کند. یکی از معروف‌ترین اختراعات بنر یک سپر انرژی است که می‌تواند جلوی ضربات اشخاصی در سطح هالک را بگیرد. از دیگر بنرتک‌ها می‌توان به یک دورنورد اشاره کرد که می‌تواند تعداد نامشخصی از افراد را منتقل کند. این بنرتک‌ها همچنین توسط آمادوس چو و خود هالک مورد استفاده قرار می‌گیرد.
در علوم ابرقهرمانان، لویس گرست و رابرت وینبرگ قدرت هالک را آزمایش کردند و به معایب علمی زیادی در آن رسیدند. طبق مهم‌ترین آنها، این میزان از پرتو گاما باید بنر را می‌کشد یا باعث ایجاد سرطان در او می‌شد، چرا که پرتوهای گاما جلوی فعالیت سلول‌ها را می‌گیرد. این دو دانشمند پیشنهاد بهتری برای خاستگاه این ابرقهرمان دارند، طبق نظریهٔ آن‌ها ممکن است بنر بتواند به جای پرتو گاما، با دستکاری در غده فوق کلیوی و پروتئین فلورسنت سبز به هالک تبدیل شود. در واقع قوی‌ترین نسخه هالک، هالک جاویدان نام دارد.

## در دیگر رسانه‌ها

### تلویزیون

تصویر گرفته شده از فیلم هالک شگفت‌انگیز (سال‌های ۸۲–۱۹۷۷ و ۹۰–۱۹۸۸)

- سریال کارتونی هالک(قسمتی از ابرقهرمانان مارول) (سال ۱۹۶۶)؛ مکس فرگوسن صدای هالک و پال سولس صدای بروس بنر را بر عهده داشتند.
- سریال تلویزیونی هالک شگفت‌انگیز (سال‌های ۸۲–۱۹۷۷ و ۹۰–۱۹۸۸)؛ لو فریگنو در نقش هالک و بیل بیکسبی در نقش بروس (و دیوید) بنر حضور داشتند.
- سریال کارتونی هالک شگفت‌انگیز (سال‌های ۸۳–۱۹۸۲)؛ باب هولت صدای هالک و مایکل بل صدای بروس بنر را بر عهده داشتند.
- سریال کارتونی هالک شگفت‌انگیز (سال‌های ۹۷–۱۹۹۶)؛ لو فریگنو صدای هالک، میکل دونووان صدای هالک خاکستری و نیل مکدونو صدای بروس بنر را بر عهده داشتند.
- سریال کارتونی چهار شگفت‌انگیز: بزرگ‌ترین ابرقهرمانان دنیا (سال ۲۰۰۶)؛ مارک گیبون صدای هالک و اندرو کاواداس صدای بروس بنر را بر عهده داشتند.
- سریال کارتونی مرد آهنی: ماجراجویی با زره (سال‌های ۱۲–۲۰۰۸)؛ مارک گیبون صدای هالک و هالک خاکستری را بر عهده داشت.
- سریال کارتونی وولورین و مردان اکس (سال ۲۰۰۹)؛ فرد تاتاسکیور صدای هالک و گابرئیل مان صدای بروس بنر را بر عهده داشتند.
- سریال کارتونی نمایش چهارگانه ابرقهرمانان (سال‌های ۱۱–۲۰۰۹)؛ ترویس ویلینگهام صدای هالک و هالک خاکستری را بر عهده داشت.
- سریال کارتونی انتقام جویان: قویترین ابرقهرمانان زمین (سال‌های ۱۲–۲۰۱۰)؛ فرد تاتاسکیور صدای هالک و گابرئیل مان صدای بروس بنر را بر عهده داشتند.
- سریال کارتونی مرد-عنکبوتی نهایی (سال ۲۰۱۲)؛ فرد تاسکیور صدای هالک را بر عهده داشت.

### فیلم

هالک ساخته شده توسط کامپیوتر و از روی مارک رافالو در انتقام‌جویان (سال ۲۰۱۲)

- فیلم سینمایی هالک (سال ۲۰۰۳)؛ انگ لی در نقش هالک (صدا)[۲۴] و اریک بانا در نقش بروس بنر.
- انیمیشن انتقام جویان نهایی (سال ۲۰۰۶)؛ فرد تاتاسکیور صدای هالک و مایکل میس صدای بروس بنر.
- انیمیشن انتقام جویان نهایی ۲ (سال ۲۰۰۶)؛ فرد تاتاسکیور صدای هالک و مایکل میس صدای بروس بنر.
- فیلم سینمایی هالک شگفت‌انگیز (سال ۲۰۰۸)؛ لو فریگنو در نقش هالک (صدا) و ادوارد نورتون در نقش بروس بنر.
- انیمیشن انتقام جویان بعدی: قهرمانانان فردا (سال ۲۰۰۸)؛ فرد تاتاسکیور صدای هالک و کن کرامر صدای بروس بنر.
- انیمیشن هالک در برابر ثور (سال ۲۰۰۹)؛ فرد تاتاسکیور صدای هالک و بریس جانسون صدای بروس بنر.
- انیمیشن هالک در برابر وولورین (سال ۲۰۰۹)؛ فرد تاتاسکیور صدای هالک و بریس جانسون صدای بروس بنر.
- فیلم سینمایی انتقام‌جویان (سال ۲۰۱۲)؛ مارک روفالو در نقش بروس بنر و هالک.
- انیمیشن سیاره هالک (سال ۲۰۱۰)؛ ریک دی. واسرمن صدای هالک.
- فیلم سینمایی انتقام‌جویان: عصر اولتران (فیلم سال ۲۰۱۵) مارک روفالو در نقش بروس بنر و هالک.
- فیلم سینمایی انتقام‌جویان: جنگ ابدیت (فیلم سال ۲۰۱۸) مارک روفالو در نقش بروس بنر و هالک / توضیح: هالک در دقایق ابتدایی حضور دارد اما در ادامه به دلیل مشکلاتی با بروس بنر ظاهر نمی‌شود. طبق اظهارات سازندگان دلیل این موضوع خسته شدن هالک از مبارزه برای بنر است والبته ترسیدن از تانوس قدرتمند که در ابتدای فیلم هالک را به شدت کتک می‌زند (منبع بایگانی‌شده  در ۲۰ نوامبر ۲۰۱۸ توسط Wayback Machine)